# Jack Kramer

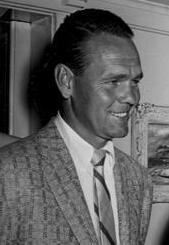
Kramer a finales de la década de 1940.

John Albert «Jack» Kramer (Las Vegas, Nevada, 1 de agosto de 1921-Bel-Air, California, 12 de septiembre de 2009) fue un campeón de tenis de Estados Unidos que brilló como amateur en los años 1940 y como jugador profesional en los años 1950. Fue una de las personas más activas en el desarrollo del profesionalismo en el tenis, formando su propio circuito profesional. Fue el primer jugador de primer nivel en emplear constantemente el juego de saque y volea. Se lo considera el Fundador de la ATP.

## Torneos del Grand Slam

### Campeón Individuales (3)
| Año  | Torneo                            | Oponente en la final | Resultado           |
| 1946 | US National Singles Championships | Tom Brown            | 9-7 6-3 6-0         |
| 1947 | Wimbledon                         | Tom Brown            | 6-1 6-3 6-2         |
| 1947 | US National Singles Championships | Frank Parker         | 4-6 2-6 6-1 6-0 6-3 |

### Finalista Individuales (1)
| Año  | Torneo                            | Oponente en la final | Resultado        |
| 1943 | US National Singles Championships | Joseph Hunt          | 3-6 8-6 8-10 0-6 |

### Campeón Dobles (6)
| Año  | Torneo                            | Pareja         | Oponentes en la final         | Resultado   |
| 1940 | US National Doubles Championships | Ted Schroeder  | Gardnar Mulloy Henry Prussoff | 6-4 8-6 9-7 |
| 1941 | US National Doubles Championships | Ted Schroeder  | Wayne Sabin Gardnar Mulloy    | 9-7 6-4 -62 |
| 1943 | US National Doubles Championships | Frank Parker   | Bill Talbert David Freeman    | 6-2 6-4 6-4 |
| 1946 | Wimbledon                         | Tom Brown      | Geoff Brown Dinny Pails       | 6-4 6-4 6-2 |
| 1947 | Wimbledon                         | Bob Falkenburg | Tony Mottram Bill Sidwell     | 8-6 6-3 6-3 |
| 1947 | US National Doubles Championships | Ted Schroeder  | Bill Talbert Bill Sidwell     | 6-4 7-5 6-3 |